# Yellow Flicker Beat
"Yellow Flicker Beat" – utwór nowozelandzkiej piosenkarki Lorde. Utwór wydany został 29 września 2014 roku przez wytwórnię płytową Republic Records jako pierwszy singel ze ścieżki dźwiękowej, zatytułowanej The Hunger Games: Mockingjay – Part 1. Tekst utworu został napisany przez Lorde i Joel'a Little, który wraz z Paulem Epworth zajął się jego produkcją. Do singla nakręcono także teledysk, którego reżyserią zajęła się Emily Kai Bock. Singel uzyskał status platynowej płyty w Nowej Zelandii oraz złotej płyty w Australii. 23 listopada 2014 roku piosenkarka wykonała utwór podczas American Music Awards. Utwór nominowany był do Złotego Globu za najlepszą piosenkę.

## Wersja z Kanye Westem
Kanye West wyprodukował nową wersję utworu Lorde, zatytułowaną „Flicker (Kanye West Rework)”, która znalazła się na ścieżce dźwiękowej The Hunger Games: Mockingjay, Pt. 1. Utwór dostępny był w sprzedaży 11 listopada 2014 roku jako jeden utworów dostępnych przed premierą albumu. Lorde zapytana podczas wywiadu o współpracę z Westem stwierdziła, że "On jest taki prywatny, że czuję się dziwnie mówiąc jak on wykonuje swoją pracę. Czuję się szczęśliwa nawet będąc w pokoju z nim". Zdaniem wielu krytyków muzycznych produkcja utworu przypomina album Westa, zatytułowany Yeezus.

## Pozycje na listach przebojów
| Kraj              | Lista (2014)      | Pozycja | Status          |
| ----------------- | ----------------- | ------- | --------------- |
| Australia         | Top 50 Singles    | 25      | złota płyta     |
| Austria           | Singles Top 75    | 35      | —               |
| Belgia (Flandria) | Ultratop 50       | 53      | —               |
| Francja           | Top 200 Singles   | 93      | —               |
| Irlandia          | Top 50 Singles    | 83      | —               |
| Kanada            | Canadian Hot 100  | 21      | —               |
| Niemcy            | Top 100 Singles   | 38      | —               |
| Nowa Zelandia     | Top 40 Singles    | 4       | platynowa płyta |
| Stany Zjednoczone | Hot 100           | 34      | —               |
| Stany Zjednoczone | Alternative Songs | 10      | —               |
| Stany Zjednoczone | Hot Rock Songs    | 3       | —               |
| Szwajcaria        | Singles Top 75    | 27      | —               |
| Wielka Brytania   | Singles Top 100   | 71      | —               |